# Museu Botânico de Curitiba
Museu Botânico de Curitiba, ou Museu Botânico Gerdt Hatschbach, esta localizado em Curitiba, estado brasileiro do Paraná.

## História
Fundado em 28 de junho de 1965 pelo botânico Gerdt Hatschbach, atualmente o museu esta localizado nas dependências do Jardim Botânico de Curitiba e é considerado o quarto maior herbário do Brasil e o maior da flora paranaense.
A primeira sede do Museu Botânico Municipal operou dentro das instalações do Passeio Público até o ano de 1975, quando a instituição foi transferida para o Horto Municipal do Guabirotuba. Com a inauguração do Jardim Botânico, em 1992, sua sede foi oficializada neste local e atualmente conta com amplo espaço para exposições, biblioteca e auditório.

## Acervo
Em 2010 o museu iniciou a digitalização do seu herbário com a utilização de uma Herbscan (scanner de plantas especialmente desenvolvido para área botânica) e assim, disponibilizar parte do acervo na internet.
Com um acervo composto por aproximadamente 400.000 exsicatas, estima-se que entre 95% a 98% das espécies existentes no estado do Paraná estejam depositadas no herbário do museu. Além do acervo de exsicatas, o museu possui 2.160 typus (um tipo nomenclatural "typus" é um elemento ao qual o nome de um táxon está permanentemente vinculado, ou como nome correto ou como sinônimo), uma coleção de amostras de madeira (xiloteca) e outra de frutos (carpoteca), sendo muitas destas espécies, consideradas raras ou já extintas na natureza, já que alguns exemplares foram coletados por botânicos no início do século XIX.
Toda a coleção de Gerdt Hatschbach foi doada para o museu (Hatschbach já foi considerado o terceiro maior botânico do mundo em número de coletas), mas não é única coleção particular em posse da instituição. Além da coleção de Hatschbach, os acervos de Per Karl Hjalmar Dusén (1901-1916), Luiza Thereza Dombrowski (1963-1992), Aroldo Frenzel (1926-1998) e Günter Tessmann (1943-1955), entre outras, estão a disposição de pesquisadores e visitantes.